# Тишли
Тишли (чечен. Тишли) — покинутое селение (аул) в Галанчожском районе Чечни.

## География
Располагался в 1,5 км к северо-востоку от Аьккха, на правом берегу реки Гехи, на юго-западном склоне горы Ерди-Корта (2115 метров над ур. м.). Чеченский исследователь-краевед, педагог и народный поэт А. С. Сулейманов предполагал что аул возник, там, где в древние времена стояло культовое святилище, посвященное богине плодородия Тишоли.

## История
Селение было покинуто в период высылки чеченцев в 1944 году. После восстановления Чечено-Ингушской АССР чеченцам было запрещено возвращаться в свои исконные районы: Галанчожский, Шатойский и Итум-Калинский.